# بخش د لا کوستا
بخش د لا کوستا (به اسپانیایی: Partido de La Costa) یک منطقهٔ مسکونی در آرژانتین است که در استان بوئنوس آیرس واقع شده‌است. بخش د لا کوستا ۲۲۵ کیلومتر مربع مساحت و ۶۰٬۴۸۳ نفر جمعیت دارد.